# Hythe (stacja kolejowa)
Hythe – stacja kolejowa na południu miasta Colchester, w hrabstwie Essex w Anglii. Obsługuje ok. 178 362 pasażerów rocznie (dane za rok 2021/2022).

## Charakterystyka
Jest drugą najstarszą stacją kolejową w Colchesterze. Otwarto ją 1 kwietnia 1847 roku. Początkowo obsługiwała jedynie transport towarowy, zgodnie z przmysłowym charkaterem dzielnicy Hythe w której się znajduje. Od 1863 roku rozpoczęto obsługiwać na niej ruch pasażerski. Obecnie stację obsługuje przewoźnik Greater Anglia. Hythe posiada połączenie z pozostałymi dworcami w Colchesterze – Colchester Town i największym i najstarszym – Colchester North Station. Przy stacji Hythe w Colchesterze przepływa rzeka Colne.

## Zobacz również
- Kolej w Wielkiej Brytanii